# Fernando Pereira (militaire)
Pour les articles homonymes, voir Fernando Pereira.
Fernando Pereira, dit Cobo, né en 1963, est un officier santoméen.
En juillet 2003, alors que le président de la République Fradique de Menezes est en déplacement au Nigeria, il est l'auteur d'un coup d'État qui lui confère le titre de président de la Junte de Salut national. À la suite d'un accord international, il lui redonne le pouvoir dix jours plus tard.
D'origine cap-verdienne et angolaise, il est le père de dix enfants.